# MD-22 (航空機)
MD-22
鸣镝-22
- 用途：極超音速UCAV
- 設計者：中国科学院力学研究所・広東空天科技研究院
- 製造者：不明
- 運用状況：開発中

MD-22 (中国語: 鸣镝-22) は中華人民共和国が開発中の極超音速UCAVである。中国科学院の力学研究所と広東空天科技研究院が開発を行っている。
MD-22は近宇宙（near-space）における超音速飛行技術の試験プラットフォームであると考えられている。

## 諸元
2022年時点で以下の諸元が報じられている。
出典: 
- 全長: 10.8メートル
- 全幅: 4.5メートル
- 全高: 1.6メートル
- 空虚重量: 1,000 キログラム
- 最大離陸重量: 4,000 キログラム
- 最大航続距離: 8,000キロメートル
- 巡航速度: マッハ 0 - 7
- 加速度: 6G